# Breite Straße 31 (Quedlinburg)

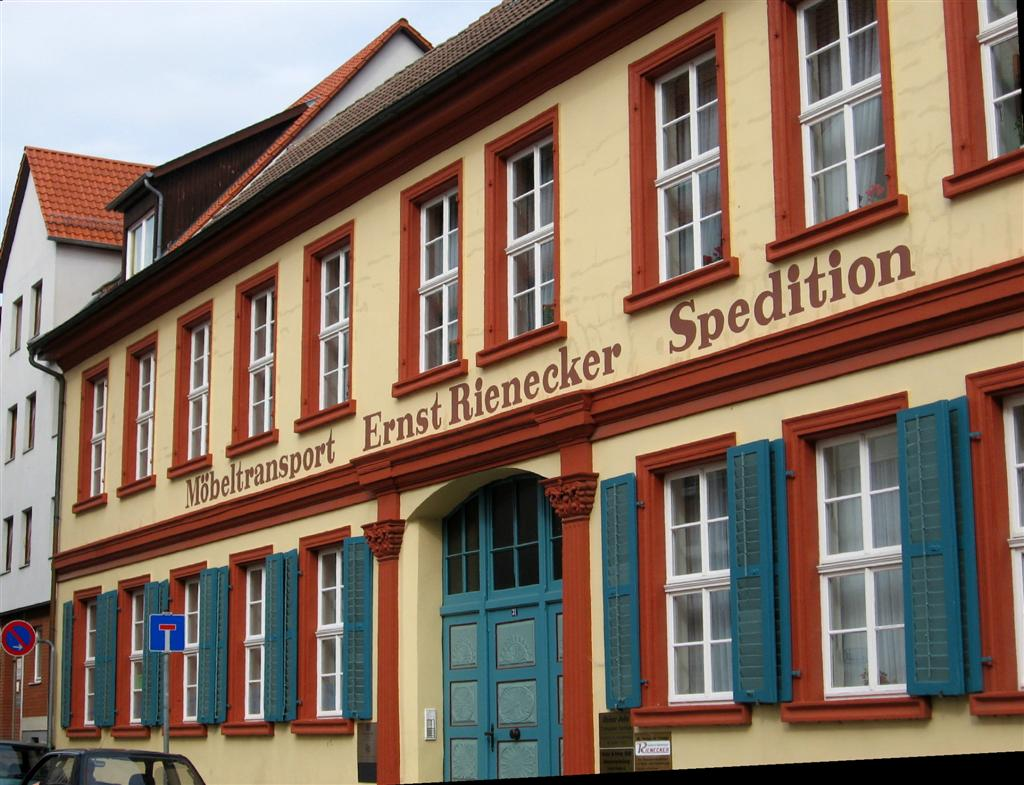
Haus Breite Straße 31

Das Haus Breite Straße 31 ist ein ehemals denkmalgeschütztes Gebäude in der Stadt Quedlinburg in Sachsen-Anhalt.

## Lage
Das Gebäude befindet sich nördlich des Marktplatzes der Stadt, auf der Ostseite der Breiten Straße.

## Architektur und Geschichte
Der im Denkmalverzeichnis Quedlinburgs als Kaufmannshof bezeichnete Bau entstand in massiver Bauweise im Stil des Klassizismus. Besonders markant ist dabei die von Pilastern eingerahmte Toreinfahrt. Die Füllungen des Tors sind mit Schnitzereien verziert.
Auf der Hofseite befinden sich zwei in Fachwerkbauweise errichtete Flügel. Der nördliche Flügel entstand 1691, der südliche 1709. Am Südflügel wird als Baumeister C. Zimmermann angegeben. Es wird vermutet, dass es sich hierbei möglicherweise um den unter dem Signum LZM bekannten Zimmermeister handelt. Am Gebäude befindet sich ein Gurtprofil. Mit dem Entstehungsjahr 1709 ist es das früheste Auftreten dieses Gestaltungselements in Quedlinburg.
Ein zum Grundstück gehöriger Speicher ist auf der Stadtmauer errichtet.
Während das Anwesen im 1998 veröffentlichten Denkmalverzeichnis noch aufgeführt war, findet es dort zumindest ab 2015 keine Erwähnung mehr.